# Logo (Plesio)
Logo is een plaats (frazione) in de Italiaanse gemeente Plesio.